# Seo-myeon, Hongcheon-gun
Seo-myeon (koreanska: 서면) är en socken i den norra delen av Sydkorea, 60 km öster om huvudstaden Seoul. Den ligger i kommunen Hongcheon-gun i provinsen Gangwon. 